# Torneo Clausura 2012 (México)
El Torneo Clausura 2012 fue  la edición LXXXVII del campeonato de liga de la Primera División del fútbol mexicano; se trató del 32.º torneo corto, luego del cambio en el formato de competencia, con el que se cerró la temporada 2011-12. Resultó campeón el Club Santos Laguna tras vencer en la final al Monterrey con marcador global de 3-2. En esta temporada Estudiantes descendió a la Liga de Ascenso, luego de 37 años consecutivos en el máximo circuito. Además, este torneo otorgó la clasificación a la Concacaf Liga Campeones 2012-2013 al campeón Santos (México 2) y al subcampeón Monterrey (México 4), junto con Tigres (México 1) y Guadalajara (México 3), campeón y líder general respectivamente del Torneo Apertura 2011.

## Sistema de competición[1]
El torneo de la Primera División Mexicana, está conformado en dos partes:
- Fase de calificación: Es la fase regular de clasificación que se integra por las 17 jornadas del torneo de aquí salen los mejores 8 equipos para la siguiente fase.
- Fase final: Se sacarán o calificarán los mejores 8 de la tabla general y se organizarán los cuartos de final con el siguiente orden: 1.º vs 8.º, 2.º vs 7.º, 3.º vs 6.º y 4.º vs 5.º, siguiendo así con semifinales, y por último la final, todos los partidos de la fase final serán de ida y vuelta.

### Fase de calificación
En la fase de calificación participan los 18 clubes de la primera división profesional jugando todos contra todos durante las 17 jornadas respectivas, a un solo partido. Se observará el sistema de puntos. La ubicación en la tabla general está sujeta a lo siguiente:
- Por juego ganado se obtendrán tres puntos.
- Por juego empatado se obtendrá un punto.
- Por juego perdido no se otorgan puntos.

El orden de los clubes al final de la Fase de Calificación del torneo corresponderá a la suma de los puntos obtenidos por cada uno de ellos y se presentará en forma descendente. Si al finalizar las 17 jornadas del torneo, dos o más clubes estuviesen empatados en puntos, su posición en la Tabla general será determinada atendiendo a los siguientes criterios de desempate:
1. Mejor diferencia entre los goles anotados y recibidos.
2. Mayor número de goles anotados.
3. Marcadores particulares entre los clubes empatados.
4. Mayor número de goles anotados como visitante.
5. Mejor ubicación en la Tabla general de cocientes.
6. Tabla Fair Play.
7. Sorteo.

Participan por el título de Campeón de la Primera División Profesional en el Torneo Clausura 2012 automáticamente los clubes que hayan estado entre los ocho mejores en la tabla general.

### Fase final
- Calificarán los mejores ocho equipos de la tabla general jugando Cuartos de final en el siguiente orden de enfrentamiento, que será el mejor contra el peor equipo clasificado:
- 1.º vs 8.º
- 2.º vs 7.º
- 3.º vs 6.º
- 4.º vs 5.º
- En semifinales participarán los cuatro clubes vencedores de cuartos de final, reubicándolos del uno al cuatro, de acuerdo a su mejor posición en la Tabla general de clasificación al término de la jornada 17, enfrentándose 1.º vs 4.º y 2.º vs 3.º.
- Disputarán el título de Campeón del Torneo de Clausura 2012, los dos clubes vencedores de la fase semifinal.

Todos los partidos de esta fase serán en formato de ida y vuelta, eligiendo siempre el club que haya quedado mejor ubicado en la Tabla general de clasificación el horario de su partido como local.

## Información de los equipos
Para esta temporada 2011-12, las entidades federativas de la República Mexicana con más equipos profesionales en la Primera División son el Distrito Federal y Jalisco con tres equipos cada una. Con la incorporación del Club Tijuana a la Primera División se da una diferencia horaria a la del centro de México (UTC-6), así que cuando el Club Tijuana juegue como local a las 12 del mediodía, en el centro de México serán las 2 de la tarde, al estar ubicada en la franja fronteriza entre Estados Unidos y México, excepto en el periodo comprendido entre el 12 y el 31 de marzo , puesto que la ciudad de Tijuana, al igual que otras ciudades ubicadas en la frontera norte de México, empiezan su Horario de verano el segundo domingo de marzo, para estar homologados con Estados Unidos, con lo cual, en el lapso de tiempo antes mencionado, habrá únicamente una diferencia de una hora entre Tijuana y el centro de México. La diferencia de dos horas se recuperará el 1 de abril, fecha de inicio del Horario de verano en el centro de México.
| Santos Pachuca Monterrey Tigres Morelia Atlas Guadalajara Estudiantes San Luis Querétaro Tijuana Puebla Toluca América Cruz Azul UNAM Jaguares Atlante | \| Entidad Federativa \| N.º \| Equipos \| \| ------------------ \| --- \| -------------------------------- \| \| Distrito Federal \| 3 \| América, Cruz Azul y UNAM \| \| Jalisco \| 3 \| Atlas, Estudiantes y Guadalajara \| \| Nuevo León \| 2 \| Monterrey y Tigres \| \| Coahuila \| 1 \| Santos \| \| Baja California \| 1 \| Tijuana \| \| San Luis Potosí \| 1 \| San Luis \| \| Querétaro \| 1 \| Querétaro \| \| Hidalgo \| 1 \| Pachuca \| \| Estado de México \| 1 \| Toluca \| \| Michoacán \| 1 \| Morelia \| \| Puebla \| 1 \| Puebla \| \| Chiapas \| 1 \| Jaguares \| \| Quintana Roo \| 1 \| Atlante \| |                                  |
| Entidad Federativa | N.º | Equipos                          |
| Distrito Federal | 3 | América, Cruz Azul y UNAM        |
| Jalisco | 3 | Atlas, Estudiantes y Guadalajara |
| Nuevo León | 2 | Monterrey y Tigres               |
| Coahuila | 1 | Santos                           |
| Baja California | 1 | Tijuana                          |
| San Luis Potosí | 1 | San Luis                         |
| Querétaro | 1 | Querétaro                        |
| Hidalgo | 1 | Pachuca                          |
| Estado de México | 1 | Toluca                           |
| Michoacán | 1 | Morelia                          |
| Puebla | 1 | Puebla                           |
| Chiapas | 1 | Jaguares                         |
| Quintana Roo | 1 | Atlante                          |

| Equipo      | Entrenador                 | Estadio                      | Capacidad | Ciudad                           | Patrocinador                   | Kit          |
| ----------- | -------------------------- | ---------------------------- | --------- | -------------------------------- | ------------------------------ | ------------ |
| América     | Miguel Herrera             | Azteca                       | 105,064   | México, D. F.                    | Bimbo                          | Nike         |
| Atlante     | José Luis González China * | Olímpico Andrés Quintana Roo | 20,000    | Cancún, Quintana Roo             | Cancún                         | Garcis       |
| Atlas       | Juan Carlos Chávez         | Jalisco                      | 56,713    | Guadalajara, Jalisco             | Akron                          | Atletica     |
| Cruz Azul   | Enrique Meza               | Azul                         | 35,161    | México, D. F.                    | Cemento Cruz Azul              | Umbro        |
| Estudiantes | Héctor Hugo Eugui          | Tres de Marzo                | 25,000    | Guadalajara, Jalisco             | Isla Navidad                   | Pirma        |
| Guadalajara | Alberto Coyote *           | Omnilife                     | 49,850    | Guadalajara, Jalisco             | Bimbo                          | Adidas       |
| Jaguares    | José Guadalupe Cruz        | Víctor Manuel Reyna          | 31,500    | Tuxtla Gutiérrez, Chiapas        | Banco Azteca                   | Atletica     |
| Monterrey   | Víctor Manuel Vucetich     | Tecnológico                  | 36,485    | Monterrey, Nuevo León            | Bimbo                          | Nike         |
| Morelia     | Tomás Boy                  | Morelos                      | 41,056    | Morelia, Michoacán               | Roshfrans                      | Nike         |
| Pachuca     | Efraín Flores              | Hidalgo                      | 30,024    | Pachuca, Hidalgo                 | Gamesa                         | Nike         |
| Puebla      | Daniel Bartolotta *        | Cuauhtémoc                   | 42,648    | Puebla, Puebla                   | Volkswagen                     | Kappa        |
| Querétaro   | Ángel David Comizzo        | Corregidora                  | 38,575    | Querétaro, Querétaro             | Libertad Servicios Financieros | Marval       |
| San Luis    | Sergio Bueno               | Alfonso Lastras Ramírez      | 30,000    | San Luis Potosí, San Luis Potosí | Caja Popular Mexicana          | Atletica     |
| Santos      | Benjamín Galindo           | TSM Corona                   | 30,000    | Torreón, Coahuila                | Soriana                        | Puma         |
| Tigres      | Ricardo Ferretti           | Universitario                | 45,789    | Monterrey, Nuevo León            | Cemex                          | Adidas       |
| Tijuana     | Antonio Mohamed            | Caliente                     | 16,000    | Tijuana, Baja California         | Caliente                       | Nike         |
| Toluca      | Wilson Graniolatti         | Nemesio Díez                 | 27,000    | Toluca, Estado de México         | Banamex                        | Under Armour |
| UNAM        | Guillermo Vázquez          | Olímpico Universitario       | 63,186    | México, D. F.                    | Banamex                        | Puma         |

## Estadios
|                                                                                          |                                                                                       |                                                                         |
|                                                                                          |                                                                                       |                                                                         |
| Estadio Azteca Ciudad: México Capacidad: 105.064 Club: América                           | Estadio Olímpico Universitario Ciudad: México Capacidad: 63.186 Club: UNAM            | Estadio Jalisco Ciudad: Guadalajara Capacidad: 56.713 Club: Atlas       |
|                                                                                          |                                                                                       |                                                                         |
| Estadio Omnilife Ciudad: Guadalajara Capacidad: 49,850 Club: Guadalajara                 | Estadio Cuauhtémoc Ciudad: Puebla Capacidad: 42.648 Club: Puebla                      | Estadio Universitario Ciudad: Monterrey Capacidad: 42.000 Club: Tigres  |
|                                                                                          |                                                                                       |                                                                         |
| Estadio Morelos Ciudad: Morelia Capacidad: 41.056 Club: Monarcas Morelia                 | Estadio Corregidora Ciudad: Querétaro Capacidad: 38.575 Club: Querétaro               | Estadio Tecnológico Ciudad: Monterrey Capacidad: 36.485 Club: Monterrey |
|                                                                                          |                                                                                       |                                                                         |
| Estadio Azul Ciudad: Ciudad de México Capacidad: 35.161 Club: Cruz Azul                  | Estadio Víctor Manuel Reyna Ciudad: Tuxtla Gutiérrez Capacidad: 30.222 Club: Jaguares | Estadio TSM Corona Ciudad: Torreón Capacidad: 30.000 Club: Santos       |
|                                                                                          |                                                                                       |                                                                         |
| Estadio Nemesio Díez Ciudad: Toluca Capacidad: 27,000 Club: Toluca                       | Estadio Tres de Marzo Ciudad: Guadalajara Capacidad: 25.000 Club: Estudiantes         | Estadio Hidalgo Ciudad: Pachuca Capacidad: 25,000 Club: Pachuca         |
|                                                                                          |                                                                                       |                                                                         |
| Estadio Alfonso Lastras Ramírez Ciudad: San Luis Potosí Capacidad: 24.000 Club: San Luis | Estadio Olímpico Andrés Quintana Roo Ciudad: Cancún Capacidad: 20,000 Club: Atlante   | Estadio Caliente Ciudad: Tijuana Capacidad: 16,000 Club: Tijuana        |

### Cambios de entrenadores
| Equipo            | Entrenador (jornadas)                                                  |
| ----------------- | ---------------------------------------------------------------------- |
| Estudiantes Tecos | José Luis Salgado (1-2) Gilberto Adame* (3-4) Héctor Hugo Eugui (5-17) |
| Guadalajara       | Fernando Quirarte (1-3) Ignacio Ambriz (4-15) Manuel Martínez* (16-17) |
| San Luis          | René Isidoro García (1-8) Sergio Bueno (9-17)                          |
| Querétaro         | José Saturnino Cardozo (1-9) Ángel David Comizzo (10-17)               |
| Puebla            | Juan Carlos Osorio (1-12) Daniel Bartolotta* (13-17)                   |
| Atlante           | Mario Alberto García (1-15) José Luis González China* (16-17)          |

- (*) Interino.

## Altas y bajas
| América | América |
| ------- | --- |
| Altas:  | Christian Bermúdez (Atlante) Moisés Muñoz (Atlante) José María Cárdenas (Santos Laguna) Oswaldo Vizcarrondo (Olimpo de Bahía Blanca) |
| Bajas:  | Armando Navarrete (Atlante) Edgar Castillo (Tijuana) Ángel Reyna (Monterrey) José Joaquín Martínez (Necaxa)                          |

| Atlante | Atlante |
| ------- | --- |
| Altas:  | Armando Navarrete (América) Ricardo Jiménez (Atlas) Jorge Guagua (LDU Quito) Michael Arroyo (San Luis) Andrés Mendoza (Columbus Crew) Gabriel Rojo de la Vega (San Luis) Hebert Alférez (HNK Rijeka) |
| Bajas:  | Christian Bermúdez (América) Moisés Muñoz (América) Giancarlo Maldonado (Atlas) Nicolás Torres (por definirse) Matías Córdoba (por definirse) Diego Ordaz (San Luis)                                 |

| Atlas  | Atlas |
| ------ | --- |
| Altas: | Giancarlo Maldonado (Atlante) Leandro Cufré (Dinamo Zagreb) Jorge Villalpando (Toluca) Rogelio Chávez (Pachuca) Facundo Erpen (Instituto de Córdoba) Damián Zamogilny (Estudiantes) Sergio Santana (Monterrey) |
| Bajas: | Ricardo Jiménez (Atlante) Alfredo González Tahuilán (Tijuana) Jesús Meza (Caracas FC) Néstor Vidrio (Pachuca) Francisco Canales (por definirse) Luis Robles (Veracruz) Georgie Welcome (por definirse) Gastón Puerari (por definirse) Jonathan Lacerda (Puebla) Daniel Arreola (Pachuca) Alonso Zamora (por definirse) |

| Cruz Azul | Cruz Azul                                                                                                 |
| --------- | --- |
| Altas:    | Omar Bravo(Sporting Kansas) Francinilson Meirelles (Esporte Clube Bahia)                                  |
| Bajas:    | César Villaluz (San Luis) Allam Bello (Neza) Alejandro Castro (Estudiantes) Hugo Droguett (por definirse) |

| Estudiantes | Estudiantes |
| ----------- | --- |
| Altas:      | José Antonio Castro (Necaxa) Alejandro Castro (Cruz Azul) Fredy Bareiro (Cerro Porteño) Gerardo Galindo (Agente Libre) Edgar Iván Solís (Guadalajara) Gabriel Ernesto Pereyra (Puebla) |
| Bajas:      | Hérculez Gómez (Santos) Rafael Medina (Veracruz) Damián Zamogilny (Atlas) |

| Guadalajara | Guadalajara                                              |
| ----------- | -------------------------------------------------------- |
| Altas:      | Abraham Coronado (Irapuato) Dionicio Escalante (Pachuca) |
| Bajas:      | Edgar Solís (Estudiantes) Javier Ledesma (Pachuca)       |

| Jaguares | Jaguares                                                                     |
| -------- | ---------------------------------------------------------------------------- |
| Altas:   | Yasser Corona (Morelia) Luis Miguel Noriega (Morelia) Hiber Ruiz (Querétaro) |
| Bajas:   | Óscar Razo (Morelia) Christian Valdez (Morelia)                              |

| Monterrey | Monterrey                                                                                            |
| --------- | --- |
| Altas:    | Othoniel Arce (San Luis) Ángel Reyna (América)                                                       |
| Bajas:    | William Paredes (San Luis) Diego Ordaz (San Luis) Marvin Piñón (Correcaminos) Sergio Santana (Atlas) |

| Morelia | Morelia |
| ------- | --- |
| Altas:  | Óscar Razo (Jaguares) Christian Valdez (Jaguares) Víctor Guajardo (Neza) Diego Andrei Mejia (Neza)                         |
| Bajas:  | Yasser Corona (Jaguares) Luis Miguel Noriega (Jaguares) Manuel Pérez Flores (Veracruz) Diego Jiménez Villa (por definirse) |

| Pachuca | Pachuca                                                                                                  |
| ------- | --- |
| Altas:  | Javier Ledesma (Guadalajara) Alfonso Blanco (León) Daniel Arreola (Atlas) Néstor Vidrio (Atlas)          |
| Bajas:  | Andrés Chitiva (Retiro) Miguel Calero (Retiro) Dionicio Escalante (Guadalajara) Elías Hernández (Tigres) |

| Puebla | Puebla                                                                                 |
| ------ | -------------------------------------------------------------------------------------- |
| Altas: | Luis Ángel Landín (sin equipo) Jonathan Lacerda (Atlas) Ed Johnson (Preston North End) |
| Bajas: | Duvier Riascos (Tijuana) Gabriel Ernesto Pereyra (Estudiantes)                         |

| Pumas  | Pumas                         |
| ------ | ----------------------------- |
| Altas: | Ninguna                       |
| Bajas: | Francisco Palencia (Retirado) |

| Querétaro | Querétaro             |
| --------- | --------------------- |
| Altas:    | Ninguna               |
| Bajas:    | Hiber Ruiz (Jaguares) |

| San Luis | San Luis                                                                             |
| -------- | ------------------------------------------------------------------------------------ |
| Altas:   | William Paredes (Monterrey) Diego Ordaz (Monterrey) César Villaluz (Cruz Azul)       |
| Bajas:   | Othoniel Arce (Monterrey) Michael Arroyo (Atlante) Gabriel Rojo de la Vega (Atlante) |

| Santos | Santos                                                       |
| ------ | ------------------------------------------------------------ |
| Altas: | Hérculez Gómez (Estudiantes) Marc Crosas (F.C. Volga Nizhni) |
| Bajas: | José María Cárdenas (América)                                |

| Tigres | Tigres                                          |
| ------ | ----------------------------------------------- |
| Altas: | Félix Ayala (Tijuana) Elías Hernández (Pachuca) |
| Bajas: | Danilinho                                       |

| Tijuana | Tijuana |
| ------- | --- |
| Altas:  | Edgar Castillo (América) Duvier Riascos (Puebla) Greg Garza (Estoril Praia de Portugal) Alfredo González Tahuilán (Atlas) |
| Bajas:  | Félix Ayala (Tigres) Fernando Santana (por definirse) Luis Alberto Orozco (por definirse) Javier Yacuzzi (por definirse)  |

| Toluca | Toluca                    |
| ------ | ------------------------- |
| Altas: | Ninguna                   |
| Bajas: | Jorge Villalpando (Atlas) |

## Torneo regular
- Los horarios son correspondientes al Tiempo del Centro de México (UTC-6 y UTC-5 en horario de verano).[2]

| Morelia     | 1 - 1 (enlace roto disponible en Internet Archive; véase el historial, la primera versión y la última). | Tijuana     | Morelos                 | 6 de enero | 20:10 |
| Monterrey   | 2 - 1 (enlace roto disponible en Internet Archive; véase el historial, la primera versión y la última). | Jaguares    | Tecnológico             | 7 de enero | 17:00 |
| Cruz Azul   | 1 - 1 (enlace roto disponible en Internet Archive; véase el historial, la primera versión y la última). | Tigres      | Azul                    | 7 de enero | 17:00 |
| Querétaro   | 0-2 (enlace roto disponible en Internet Archive; véase el historial, la primera versión y la última).   | América     | Corregidora             | 7 de enero | 17:00 |
| Santos      | 0 - 0 (enlace roto disponible en Internet Archive; véase el historial, la primera versión y la última). | Pachuca     | TSM Corona              | 7 de enero | 19:00 |
| Guadalajara | 0 - 1 (enlace roto disponible en Internet Archive; véase el historial, la primera versión y la última). | Atlante     | Omnilife                | 7 de enero | 19:00 |
| San Luis    | 1 - 0 (enlace roto disponible en Internet Archive; véase el historial, la primera versión y la última). | UNAM        | Alfonso Lastras Ramírez | 7 de enero | 20:45 |
| Toluca      | 3 - 1 (enlace roto disponible en Internet Archive; véase el historial, la primera versión y la última). | Estudiantes | Nemesio Díez            | 8 de enero | 12:00 |
| Puebla      | 0 - 0 (enlace roto disponible en Internet Archive; véase el historial, la primera versión y la última). | Atlas       | Cuauhtémoc              | 8 de enero | 12:00 |

| Estudiantes | 0 - 2 (enlace roto disponible en Internet Archive; véase el historial, la primera versión y la última). | San Luis    | Tres de Marzo                | 13 de enero | 20:10            |
| Jaguares    | 3 - 1 (enlace roto disponible en Internet Archive; véase el historial, la primera versión y la última). | Guadalajara | Víctor Manuel Reyna          | 14 de enero | 17:00            |
| Tijuana     | 1 - 0 (enlace roto disponible en Internet Archive; véase el historial, la primera versión y la última). | Monterrey   | Caliente                     | 14 de enero | 18:00 L/ 20:00 C |
| Tigres      | 1 - 0 (enlace roto disponible en Internet Archive; véase el historial, la primera versión y la última). | Querétaro   | Universitario                | 14 de enero | 19:00            |
| Pachuca     | 3 - 1 (enlace roto disponible en Internet Archive; véase el historial, la primera versión y la última). | Puebla      | Hidalgo                      | 14 de enero | 19:00            |
| Atlas       | 0 - 2 (enlace roto disponible en Internet Archive; véase el historial, la primera versión y la última). | Cruz Azul   | Jalisco                      | 14 de enero | 20:45            |
| Atlante     | 1 - 2 (enlace roto disponible en Internet Archive; véase el historial, la primera versión y la última). | Santos      | Olímpico Andrés Quintana Roo | 14 de enero | 21:00            |
| UNAM        | 3 - 0 (enlace roto disponible en Internet Archive; véase el historial, la primera versión y la última). | Morelia     | Olímpico Universitario       | 15 de enero | 12:00            |
| América     | 1 - 1 (enlace roto disponible en Internet Archive; véase el historial, la primera versión y la última). | Toluca      | Azteca                       | 15 de enero | 16:00            |

| Estudiantes | 1 - 1 (enlace roto disponible en Internet Archive; véase el historial, la primera versión y la última). | América  | Tres de Marzo | 20 de enero | 20:10 |
| Morelia     | 2 - 0                                                                                                   | San Luis | Morelos       | 20 de enero | 20:10 |
| Querétaro   | 2 - 1 (enlace roto disponible en Internet Archive; véase el historial, la primera versión y la última). | Atlas    | Corregidora   | 21 de enero | 17:00 |
| Cruz Azul   | 1 - 1 (enlace roto disponible en Internet Archive; véase el historial, la primera versión y la última). | Pachuca  | Azul          | 21 de enero | 17:00 |
| Monterrey   | 1 - 1 (enlace roto disponible en Internet Archive; véase el historial, la primera versión y la última). | UNAM     | Tecnológico   | 21 de enero | 17:00 |
| Santos      | 1 - 0 (enlace roto disponible en Internet Archive; véase el historial, la primera versión y la última). | Jaguares | TSM Corona    | 21 de enero | 19:00 |
| Guadalajara | 0 - 2 (enlace roto disponible en Internet Archive; véase el historial, la primera versión y la última). | Tijuana  | Omnilife      | 21 de enero | 19:00 |
| Toluca      | 2 - 1 (enlace roto disponible en Internet Archive; véase el historial, la primera versión y la última). | Tigres   | Nemesio Díez  | 22 de enero | 12:00 |
| Puebla      | 1 - 2 (enlace roto disponible en Internet Archive; véase el historial, la primera versión y la última). | Atlante  | Cuauhtémoc    | 22 de enero | 12:00 |

| Morelia  | 0 - 0 (enlace roto disponible en Internet Archive; véase el historial, la primera versión y la última). | Monterrey   | Morelos                      | 27 de enero | 20:10           |
| Jaguares | 0 - 1 (enlace roto disponible en Internet Archive; véase el historial, la primera versión y la última). | Puebla      | Víctor Manuel Reyna          | 28 de enero | 17:00           |
| Tigres   | 2 - 1 (enlace roto disponible en Internet Archive; véase el historial, la primera versión y la última). | Estudiantes | Universitario                | 28 de enero | 19:00           |
| Pachuca  | 1 - 1 (enlace roto disponible en Internet Archive; véase el historial, la primera versión y la última). | Querétaro   | Hidalgo                      | 28 de enero | 19:00           |
| Atlas    | 1 - 0 (enlace roto disponible en Internet Archive; véase el historial, la primera versión y la última). | Toluca      | Jalisco                      | 28 de enero | 20:45           |
| San Luis | 1 - 3 (enlace roto disponible en Internet Archive; véase el historial, la primera versión y la última). | América     | Alfonso Lastras Ramírez      | 28 de enero | 20:45           |
| Atlante  | 2 - 2 (enlace roto disponible en Internet Archive; véase el historial, la primera versión y la última). | Cruz Azul   | Olímpico Andrés Quintana Roo | 28 de enero | 21:00           |
| Tijuana  | 1 - 3                                                                                                   | Santos      | Caliente                     | 29 de enero | 12:00 L/14:00 C |
| UNAM     | 0 - 0 (enlace roto disponible en Internet Archive; véase el historial, la primera versión y la última). | Guadalajara | Olímpico Universitario       | 29 de enero | 12:00           |

| Estudiantes | 0 - 0 (enlace roto disponible en Internet Archive; véase el historial, la primera versión y la última). | Atlas    | Tres de Marzo | 3 de febrero | 20:10 |
| Querétaro   | 2 - 3 (enlace roto disponible en Internet Archive; véase el historial, la primera versión y la última). | Atlante  | Corregidora   | 4 de febrero | 17:00 |
| Cruz Azul   | 2 - 0 (enlace roto disponible en Internet Archive; véase el historial, la primera versión y la última). | Jaguares | Azul          | 4 de febrero | 17:00 |
| Monterrey   | 3 - 0 (enlace roto disponible en Internet Archive; véase el historial, la primera versión y la última). | San Luis | Tecnológico   | 4 de febrero | 17:00 |
| Guadalajara | 1 - 2 (enlace roto disponible en Internet Archive; véase el historial, la primera versión y la última). | Morelia  | Omnilife      | 4 de febrero | 19:00 |
| Santos      | 2 - 1 (enlace roto disponible en Internet Archive; véase el historial, la primera versión y la última). | UNAM     | TSM Corona    | 4 de febrero | 19:00 |
| Toluca      | 3 - 4 (enlace roto disponible en Internet Archive; véase el historial, la primera versión y la última). | Pachuca  | Nemesio Díez  | 5 de febrero | 12:00 |
| Puebla      | 1 - 1 (enlace roto disponible en Internet Archive; véase el historial, la primera versión y la última). | Tijuana  | Cuauhtémoc    | 5 de febrero | 12:00 |
| América     | 0 - 1                                                                                                   | Tigres   | Azteca        | 5 de febrero | 16:00 |

| Morelia   | 3 - 1 (enlace roto disponible en Internet Archive; véase el historial, la primera versión y la última). | Santos      | Morelos                      | 10 de febrero | 20:10            |
| Jaguares  | 3 - 0 (enlace roto disponible en Internet Archive; véase el historial, la primera versión y la última). | Querétaro   | Víctor Manuel Reyna          | 11 de febrero | 17:00            |
| Monterrey | 2 - 0 (enlace roto disponible en Internet Archive; véase el historial, la primera versión y la última). | Guadalajara | Tecnológico                  | 11 de febrero | 17:00            |
| Pachuca   | 2 - 0 (enlace roto disponible en Internet Archive; véase el historial, la primera versión y la última). | Estudiantes | Hidalgo                      | 11 de febrero | 19:00            |
| San Luis  | 0 - 2 (enlace roto disponible en Internet Archive; véase el historial, la primera versión y la última). | Tigres      | Alfonso Lastras Ramírez      | 11 de febrero | 19:00            |
| Atlas     | 1 - 1 (enlace roto disponible en Internet Archive; véase el historial, la primera versión y la última). | América     | Jalisco                      | 11 de febrero | 20:45            |
| Atlante   | 0 - 2 (enlace roto disponible en Internet Archive; véase el historial, la primera versión y la última). | Toluca      | Olímpico Andrés Quintana Roo | 11 de febrero | 21:00            |
| UNAM      | 0 - 2 (enlace roto disponible en Internet Archive; véase el historial, la primera versión y la última). | Puebla      | Olímpico Universitario       | 12 de febrero | 12:00            |
| Tijuana   | 0 - 0 (enlace roto disponible en Internet Archive; véase el historial, la primera versión y la última). | Cruz Azul   | Caliente                     | 12 de febrero | 12:00 L/ 14:00 C |

| Estudiantes | 2 - 1 (enlace roto disponible en Internet Archive; véase el historial, la primera versión y la última). | Atlante   | Tres de Marzo | 17 de febrero | 20:10 |
| Cruz Azul   | 1 - 1 (enlace roto disponible en Internet Archive; véase el historial, la primera versión y la última). | UNAM      | Azul          | 18 de febrero | 17:00 |
| Querétaro   | 0 - 2 (enlace roto disponible en Internet Archive; véase el historial, la primera versión y la última). | Tijuana   | Corregidora   | 18 de febrero | 17:00 |
| Santos      | 1 - 1 (enlace roto disponible en Internet Archive; véase el historial, la primera versión y la última). | Monterrey | TSM Corona    | 18 de febrero | 19:00 |
| Tigres      | 0 - 0 (enlace roto disponible en Internet Archive; véase el historial, la primera versión y la última). | Atlas     | Universitario | 18 de febrero | 19:00 |
| Guadalajara | 0 - 0 (enlace roto disponible en Internet Archive; véase el historial, la primera versión y la última). | San Luis  | Omnilife      | 18 de febrero | 19:00 |
| Toluca      | 3 - 1 (enlace roto disponible en Internet Archive; véase el historial, la primera versión y la última). | Jaguares  | Nemesio Díez  | 19 de febrero | 12:00 |
| Puebla      | 1 - 2 (enlace roto disponible en Internet Archive; véase el historial, la primera versión y la última). | Morelia   | Cuauhtémoc    | 19 de febrero | 12:00 |
| América     | 1 - 0 (enlace roto disponible en Internet Archive; véase el historial, la primera versión y la última). | Pachuca   | Azteca        | 19 de febrero | 16:00 |

| Jaguares    | 1 - 0                                                                                                   | Estudiantes | Víctor Manuel Reyna          | 25 de febrero | 17:00           |
| Monterrey   | 2 - 1                                                                                                   | Puebla      | Tecnológico                  | 25 de febrero | 17:00           |
| Pachuca     | 1 - 1 (enlace roto disponible en Internet Archive; véase el historial, la primera versión y la última). | Tigres      | Hidalgo                      | 25 de febrero | 19:00           |
| San Luis    | 0 - 1 (enlace roto disponible en Internet Archive; véase el historial, la primera versión y la última). | Atlas       | Alfonso Lastras Ramírez      | 25 de febrero | 19:00           |
| Tijuana     | 1 - 1 (enlace roto disponible en Internet Archive; véase el historial, la primera versión y la última). | Toluca      | Caliente                     | 25 de febrero | 19:00 L/21:00 C |
| Atlante     | 0 - 4 (enlace roto disponible en Internet Archive; véase el historial, la primera versión y la última). | América     | Olímpico Andrés Quintana Roo | 25 de febrero | 21:00           |
| UNAM        | 1 - 1                                                                                                   | Querétaro   | Olímpico Universitario       | 26 de febrero | 12:00           |
| Morelia     | 2 - 0                                                                                                   | Cruz Azul   | Morelos                      | 26 de febrero | 12:00           |
| Guadalajara | 2 - 1 (enlace roto disponible en Internet Archive; véase el historial, la primera versión y la última). | Santos      | Omnilife                     | 26 de febrero | 16:00           |

| Estudiantes | 0 - 2 (enlace roto disponible en Internet Archive; véase el historial, la primera versión y la última). | Tijuana     | Tres de Marzo | 2 de marzo | 20:10 |
| Querétaro   | 0 - 3 (enlace roto disponible en Internet Archive; véase el historial, la primera versión y la última). | Morelia     | Corregidora   | 3 de marzo | 17:00 |
| Cruz Azul   | 4 - 3 (enlace roto disponible en Internet Archive; véase el historial, la primera versión y la última). | Monterrey   | Azul          | 3 de marzo | 17:00 |
| Tigres      | 1 - 0 (enlace roto disponible en Internet Archive; véase el historial, la primera versión y la última). | Atlante     | Universitario | 3 de marzo | 19:00 |
| Santos      | 5 - 2 (enlace roto disponible en Internet Archive; véase el historial, la primera versión y la última). | San Luis    | TSM Corona    | 3 de marzo | 19:00 |
| Atlas       | 0 - 0 (enlace roto disponible en Internet Archive; véase el historial, la primera versión y la última). | Pachuca     | Jalisco       | 3 de marzo | 20:45 |
| Toluca      | 0 - 2                                                                                                   | UNAM        | Nemesio Díez  | 4 de marzo | 12:00 |
| Puebla      | 1 - 2 (enlace roto disponible en Internet Archive; véase el historial, la primera versión y la última). | Guadalajara | Cuauhtémoc    | 4 de marzo | 16:00 |
| América     | 2 - 0 (enlace roto disponible en Internet Archive; véase el historial, la primera versión y la última). | Jaguares    | Azteca        | 4 de marzo | 16:00 |

| Tijuana     | 1 - 1 (enlace roto disponible en Internet Archive; véase el historial, la primera versión y la última). | América     | Caliente                     | 9 de marzo  | 18:10 L/20:10 C |
| Morelia     | 1 - 2 (enlace roto disponible en Internet Archive; véase el historial, la primera versión y la última). | Toluca      | Morelos                      | 9 de marzo  | 20:10           |
| Jaguares    | 2 - 2 (enlace roto disponible en Internet Archive; véase el historial, la primera versión y la última). | Tigres      | Víctor Manuel Reyna          | 10 de marzo | 17:00           |
| Monterrey   | 4 - 1 (enlace roto disponible en Internet Archive; véase el historial, la primera versión y la última). | Querétaro   | Tecnológico                  | 10 de marzo | 17:00           |
| Guadalajara | 2 - 1 (enlace roto disponible en Internet Archive; véase el historial, la primera versión y la última). | Cruz Azul   | Omnilife                     | 10 de marzo | 19:00           |
| Santos      | 3 - 1 (enlace roto disponible en Internet Archive; véase el historial, la primera versión y la última). | Puebla      | TSM Corona                   | 10 de marzo | 19:00           |
| San Luis    | 0 - 0 (enlace roto disponible en Internet Archive; véase el historial, la primera versión y la última). | Pachuca     | Alfonso Lastras Ramírez      | 10 de marzo | 21:00           |
| Atlante     | 0 - 0 (enlace roto disponible en Internet Archive; véase el historial, la primera versión y la última). | Atlas       | Olímpico Andrés Quintana Roo | 10 de marzo | 21:10           |
| UNAM        | 0 - 0 (enlace roto disponible en Internet Archive; véase el historial, la primera versión y la última). | Estudiantes | Olímpico Universitario       | 11 de marzo | 12:00           |

| Estudiantes | 1 - 2 (enlace roto disponible en Internet Archive; véase el historial, la primera versión y la última). | Morelia     | Tres de Marzo | 16 de marzo | 20:10 |
| Querétaro   | 0 - 0 (enlace roto disponible en Internet Archive; véase el historial, la primera versión y la última). | Guadalajara | Corregidora   | 17 de marzo | 17:00 |
| Cruz Azul   | 0 - 1 (enlace roto disponible en Internet Archive; véase el historial, la primera versión y la última). | Santos      | Azul          | 17 de marzo | 17:00 |
| Pachuca     | 3 - 2 (enlace roto disponible en Internet Archive; véase el historial, la primera versión y la última). | Atlante     | Hidalgo       | 17 de marzo | 19:00 |
| Tigres      | 1 - 0 (enlace roto disponible en Internet Archive; véase el historial, la primera versión y la última). | Tijuana     | Universitario | 17 de marzo | 19:00 |
| Atlas       | 0 - 3 (enlace roto disponible en Internet Archive; véase el historial, la primera versión y la última). | Jaguares    | Jalisco       | 17 de marzo | 21:00 |
| Toluca      | 1 - 1 (enlace roto disponible en Internet Archive; véase el historial, la primera versión y la última). | Monterrey   | Nemesio Díez  | 18 de marzo | 12:00 |
| Puebla      | 0 - 1 (enlace roto disponible en Internet Archive; véase el historial, la primera versión y la última). | San Luis    | Cuauhtémoc    | 18 de marzo | 12:00 |
| América     | 2 - 1                                                                                                   | UNAM        | Azteca        | 18 de marzo | 16:00 |

| Jaguares    | 3 - 2 (enlace roto disponible en Internet Archive; véase el historial, la primera versión y la última). | Pachuca     | Víctor Manuel Reyna     | 22 de marzo | 20:30           |
| Morelia     | 3 - 1 (enlace roto disponible en Internet Archive; véase el historial, la primera versión y la última). | América     | Morelos                 | 23 de marzo | 19:10           |
| Monterrey   | 4 - 0 (enlace roto disponible en Internet Archive; véase el historial, la primera versión y la última). | Estudiantes | Tecnológico             | 24 de marzo | 17:00           |
| Santos      | 2 - 0 (enlace roto disponible en Internet Archive; véase el historial, la primera versión y la última). | Querétaro   | TSM Corona              | 24 de marzo | 19:00           |
| Guadalajara | 2 - 0 (enlace roto disponible en Internet Archive; véase el historial, la primera versión y la última). | Toluca      | Omnilife                | 24 de marzo | 19:00           |
| Tijuana     | 2 - 0 (enlace roto disponible en Internet Archive; véase el historial, la primera versión y la última). | Atlas       | Caliente                | 24 de marzo | 18:00 L/20:00 C |
| San Luis    | 2 - 3 (enlace roto disponible en Internet Archive; véase el historial, la primera versión y la última). | Atlante     | Alfonso Lastras Ramírez | 24 de marzo | 20:45           |
| UNAM        | 0 - 2 (enlace roto disponible en Internet Archive; véase el historial, la primera versión y la última). | Tigres      | Olímpico Universitario  | 25 de marzo | 12:00           |
| Puebla      | 1 - 1 (enlace roto disponible en Internet Archive; véase el historial, la primera versión y la última). | Cruz Azul   | Cuauhtémoc              | 25 de marzo | 14:00           |

| Pachuca     | 1 - 0 (enlace roto disponible en Internet Archive; véase el historial, la primera versión y la última). | Tijuana     | Hidalgo                      | 30 de marzo | 20:10 |
| Cruz Azul   | 3 - 1 (enlace roto disponible en Internet Archive; véase el historial, la primera versión y la última). | San Luis    | Azul                         | 31 de marzo | 16:30 |
| Querétaro   | 0 - 1 (enlace roto disponible en Internet Archive; véase el historial, la primera versión y la última). | Puebla      | Corregidora                  | 31 de marzo | 12:00 |
| Tigres      | 4 - 1 (enlace roto disponible en Internet Archive; véase el historial, la primera versión y la última). | Morelia     | Universitario                | 31 de marzo | 19:00 |
| Atlas       | 0 - 0 (enlace roto disponible en Internet Archive; véase el historial, la primera versión y la última). | UNAM        | Jalisco                      | 31 de marzo | 20:45 |
| Atlante     | 2 - 2 (enlace roto disponible en Internet Archive; véase el historial, la primera versión y la última). | Jaguares    | Olímpico Andrés Quintana Roo | 31 de marzo | 21:00 |
| Toluca      | 1 - 3 (enlace roto disponible en Internet Archive; véase el historial, la primera versión y la última). | Santos      | Nemesio Díez                 | 1 de abril  | 12:00 |
| América     | 2 - 3 (enlace roto disponible en Internet Archive; véase el historial, la primera versión y la última). | Monterrey   | Azteca                       | 1 de abril  | 16:00 |
| Estudiantes | 1 - 0 (enlace roto disponible en Internet Archive; véase el historial, la primera versión y la última). | Guadalajara | Tres de Marzo                | 1 de abril  | 18:00 |

| Morelia     | 0 - 0 (enlace roto disponible en Internet Archive; véase el historial, la primera versión y la última). | Atlas       | Morelos                 | 6 de abril | 20:10 |
| Santos      | 1 - 1 (enlace roto disponible en Internet Archive; véase el historial, la primera versión y la última). | Estudiantes | TSM Corona              | 7 de abril | 19:00 |
| San Luis    | 2 - 3 (enlace roto disponible en Internet Archive; véase el historial, la primera versión y la última). | Jaguares    | Alfonso Lastras Ramírez | 7 de abril | 19:00 |
| Monterrey   | 2 - 0 (enlace roto disponible en Internet Archive; véase el historial, la primera versión y la última). | Tigres      | Tecnológico             | 7 de abril | 21:00 |
| Tijuana     | 2 - 1 (enlace roto disponible en Internet Archive; véase el historial, la primera versión y la última). | Atlante     | Caliente                | 7 de abril | 21:00 |
| Puebla      | 2 - 1 (enlace roto disponible en Internet Archive; véase el historial, la primera versión y la última). | Toluca      | Cuauhtémoc              | 8 de abril | 12:00 |
| UNAM        | 0 - 1 (enlace roto disponible en Internet Archive; véase el historial, la primera versión y la última). | Pachuca     | Olímpico Universitario  | 8 de abril | 12:00 |
| Cruz Azul   | 1 - 2 (enlace roto disponible en Internet Archive; véase el historial, la primera versión y la última). | Querétaro   | Azul                    | 8 de abril | 18:00 |
| Guadalajara | 0 - 1 (enlace roto disponible en Internet Archive; véase el historial, la primera versión y la última). | América     | Omnilife                | 8 de abril | 18:00 |

| Estudiantes | 1 - 1 (enlace roto disponible en Internet Archive; véase el historial, la primera versión y la última). | Puebla      | Tres de Marzo                | 13 de abril | 20:10 |
| Jaguares    | 0 - 0 (enlace roto disponible en Internet Archive; véase el historial, la primera versión y la última). | Tijuana     | Víctor Manuel Reyna          | 13 de abril | 20:10 |
| Querétaro   | 2 - 2 (enlace roto disponible en Internet Archive; véase el historial, la primera versión y la última). | San Luis    | Corregidora                  | 14 de abril | 17:00 |
| América     | 3 - 1 (enlace roto disponible en Internet Archive; véase el historial, la primera versión y la última). | Santos      | Azteca                       | 14 de abril | 17:00 |
| Tigres      | 2 - 1 (enlace roto disponible en Internet Archive; véase el historial, la primera versión y la última). | Guadalajara | Universitario                | 14 de abril | 19:00 |
| Pachuca     | 1 - 2 (enlace roto disponible en Internet Archive; véase el historial, la primera versión y la última). | Morelia     | Hidalgo                      | 14 de abril | 19:00 |
| Atlas       | 1 - 0                                                                                                   | Monterrey   | Jalisco                      | 14 de abril | 20:45 |
| Atlante     | 1 - 2 (enlace roto disponible en Internet Archive; véase el historial, la primera versión y la última). | UNAM        | Olímpico Andrés Quintana Roo | 14 de abril | 21:00 |
| Toluca      | 0 - 3 (enlace roto disponible en Internet Archive; véase el historial, la primera versión y la última). | Cruz Azul   | Nemesio Díez                 | 15 de abril | 12:00 |

| Morelia     | 1 - 1                                                                                                   | Atlante     | Morelos                 | 20 de abril | 20:10 |
| Querétaro   | 2 - 2 (enlace roto disponible en Internet Archive; véase el historial, la primera versión y la última). | Toluca      | Corregidora             | 21 de abril | 17:00 |
| San Luis    | 0 - 1 (enlace roto disponible en Internet Archive; véase el historial, la primera versión y la última). | Tijuana     | Alfonso Lastras Ramírez | 21 de abril | 17:00 |
| Cruz Azul   | 5 - 2 (enlace roto disponible en Internet Archive; véase el historial, la primera versión y la última). | Estudiantes | Azul                    | 21 de abril | 17:00 |
| Guadalajara | 0 - 1 (enlace roto disponible en Internet Archive; véase el historial, la primera versión y la última). | Atlas       | Omnilife                | 21 de abril | 19:00 |
| Santos      | 3 - 0 (enlace roto disponible en Internet Archive; véase el historial, la primera versión y la última). | Tigres      | TSM Corona              | 21 de abril | 19:00 |
| Monterrey   | 1 - 1 (enlace roto disponible en Internet Archive; véase el historial, la primera versión y la última). | Pachuca     | Tecnológico             | 21 de abril | 21:00 |
| UNAM        | 0 - 3 (enlace roto disponible en Internet Archive; véase el historial, la primera versión y la última). | Jaguares    | Olímpico Universitario  | 22 de abril | 12:00 |
| Puebla      | 2 - 3 (enlace roto disponible en Internet Archive; véase el historial, la primera versión y la última). | América     | Cuauhtémoc              | 22 de abril | 16:00 |

| Estudiantes | 1 - 1                                                                                                   | Querétaro   | Tres de Marzo                | 27 de abril | 20:10 |
| Jaguares    | 1 - 0 (enlace roto disponible en Internet Archive; véase el historial, la primera versión y la última). | Morelia     | Víctor Manuel Reyna          | 28 de abril | 17:00 |
| Tigres      | 1 - 2 (enlace roto disponible en Internet Archive; véase el historial, la primera versión y la última). | Puebla      | Universitario                | 28 de abril | 19:00 |
| Pachuca     | 3 - 1 (enlace roto disponible en Internet Archive; véase el historial, la primera versión y la última). | Guadalajara | Hidalgo                      | 28 de abril | 19:00 |
| Atlas       | 1 - 3 (enlace roto disponible en Internet Archive; véase el historial, la primera versión y la última). | Santos      | Jalisco                      | 28 de abril | 20:45 |
| Atlante     | 0 - 3 (enlace roto disponible en Internet Archive; véase el historial, la primera versión y la última). | Monterrey   | Olímpico Andrés Quintana Roo | 28 de abril | 21:00 |
| Toluca      | 2 - 1 (enlace roto disponible en Internet Archive; véase el historial, la primera versión y la última). | San Luis    | Nemesio Díez                 | 29 de abril | 12:00 |
| Tijuana     | 1 - 1 (enlace roto disponible en Internet Archive; véase el historial, la primera versión y la última). | UNAM        | Caliente                     | 29 de abril | 14:00 |
| América     | 2 - 2                                                                                                   | Cruz Azul   | Azteca                       | 29 de abril | 16:00 |

## Tabla general
Tabla general de clasificación en el Torneo
| Pos. | Equipo          | Pts. | PJ | G  | E | P  | GF | GC | Dif. | Clasificación                   |
| ---- | --------------- | ---- | -- | -- | - | -- | -- | -- | ---- | ------------------------------- |
| 1    | Santos (C)      | 36   | 17 | 11 | 3 | 3  | 33 | 18 | +15  | Cuartos de final de la liguilla |
| 2    | Monterrey       | 32   | 17 | 9  | 5 | 3  | 32 | 15 | +17  | Cuartos de final de la liguilla |
| 3    | América         | 32   | 17 | 9  | 5 | 3  | 30 | 18 | +12  | Cuartos de final de la liguilla |
| 4    | Morelia         | 31   | 17 | 9  | 4 | 4  | 25 | 18 | +7   | Cuartos de final de la liguilla |
| 5    | Tigres          | 31   | 17 | 9  | 4 | 4  | 22 | 16 | +6   | Cuartos de final de la liguilla |
| 6    | Pachuca         | 28   | 17 | 7  | 7 | 3  | 24 | 17 | +7   | Cuartos de final de la liguilla |
| 7    | Tijuana         | 28   | 17 | 7  | 7 | 3  | 18 | 11 | +7   | Cuartos de final de la liguilla |
| 8    | Chiapas         | 27   | 17 | 8  | 3 | 6  | 26 | 20 | +6   | Cuartos de final de la liguilla |
| 9    | Cruz Azul       | 25   | 17 | 6  | 7 | 4  | 29 | 21 | +8   |                                 |
| 10   | Toluca          | 22   | 17 | 6  | 4 | 7  | 24 | 27 | −3   |                                 |
| 11   | Atlas           | 20   | 17 | 4  | 8 | 5  | 7  | 13 | −6   |                                 |
| 12   | Puebla          | 19   | 17 | 5  | 4 | 8  | 19 | 23 | −4   |                                 |
| 13   | UNAM            | 16   | 17 | 3  | 7 | 7  | 12 | 17 | −5   |                                 |
| 14   | Atlante         | 16   | 17 | 4  | 4 | 9  | 20 | 31 | −11  |                                 |
| 15   | Guadalajara     | 15   | 17 | 4  | 3 | 10 | 13 | 23 | −10  |                                 |
| 16   | San Luis        | 12   | 17 | 3  | 3 | 11 | 15 | 30 | −15  |                                 |
| 17   | Querétaro       | 12   | 17 | 2  | 6 | 9  | 14 | 30 | −16  |                                 |
| 18   | Estudiantes (D) | 12   | 17 | 2  | 6 | 9  | 12 | 28 | −16  | Descenso de categoría           |

 Fuente: [cita requerida]

## Evolución de la tabla general
| Equipo / Jornada | 01 | 02 | 03 | 04 | 05 | 06 | 07 | 08 | 09 | 10 | 11 | 12 | 13 | 14 | 15 | 16 | 17 |
| ---------------- | -- | -- | -- | -- | -- | -- | -- | -- | -- | -- | -- | -- | -- | -- | -- | -- | -- |
| Santos           | 10 | 8  | 3  | 1  | 1  | 2  | 3  | 6  | 4  | 1  | 1  | 1  | 1  | 1  | 2  | 1  | 1  |
| Monterrey        | 3  | 11 | 10 | 11 | 7  | 4  | 5  | 3  | 6  | 5  | 5  | 4  | 4  | 2  | 4  | 5  | 2  |
| América          | 2  | 3  | 6  | 2  | 6  | 9  | 7  | 2  | 2  | 3  | 3  | 5  | 5  | 5  | 5  | 2  | 3  |
| Morelia          | 6  | 15 | 12 | 12 | 9  | 5  | 2  | 1  | 1  | 2  | 2  | 2  | 3  | 4  | 3  | 3  | 4  |
| Tigres           | 7  | 8  | 11 | 5  | 3  | 1  | 1  | 4  | 3  | 4  | 4  | 3  | 2  | 3  | 1  | 4  | 5  |
| Pachuca          | 11 | 5  | 8  | 8  | 5  | 3  | 6  | 7  | 7  | 8  | 6  | 7  | 6  | 6  | 7  | 6  | 6  |
| Tijuana          | 9  | 6  | 2  | 6  | 8  | 10 | 8  | 8  | 5  | 6  | 8  | 6  | 7  | 7  | 6  | 6  | 7  |
| Jaguares         | 14 | 10 | 13 | 16 | 16 | 12 | 15 | 15 | 13 | 14 | 10 | 9  | 10 | 8  | 9  | 9  | 8  |
| Cruz Azul        | 8  | 4  | 7  | 7  | 4  | 6  | 9  | 9  | 9  | 9  | 9  | 10 | 8  | 9  | 8  | 8  | 9  |
| Toluca           | 1  | 2  | 1  | 3  | 10 | 7  | 4  | 5  | 8  | 7  | 7  | 8  | 9  | 10 | 10 | 11 | 10 |
| Atlas            | 12 | 14 | 16 | 15 | 14 | 13 | 12 | 10 | 10 | 10 | 11 | 13 | 13 | 14 | 11 | 10 | 11 |
| Puebla           | 13 | 13 | 15 | 13 | 13 | 11 | 11 | 12 | 14 | 15 | 16 | 16 | 15 | 11 | 12 | 12 | 12 |
| UNAM             | 15 | 9  | 9  | 10 | 12 | 15 | 14 | 13 | 11 | 11 | 13 | 14 | 14 | 15 | 13 | 14 | 13 |
| Atlante          | 4  | 14 | 4  | 4  | 2  | 8  | 10 | 11 | 12 | 13 | 14 | 12 | 12 | 13 | 15 | 13 | 14 |
| Guadalajara      | 16 | 16 | 18 | 18 | 18 | 18 | 18 | 17 | 15 | 12 | 12 | 11 | 11 | 12 | 14 | 15 | 15 |
| San Luis         | 5  | 1  | 5  | 9  | 11 | 14 | 13 | 14 | 16 | 16 | 15 | 15 | 16 | 16 | 16 | 16 | 16 |
| Querétaro        | 18 | 17 | 14 | 14 | 15 | 16 | 17 | 18 | 18 | 18 | 18 | 18 | 18 | 18 | 18 | 17 | 17 |
| Estudiantes      | 17 | 18 | 17 | 17 | 17 | 17 | 16 | 16 | 17 | 17 | 17 | 17 | 17 | 17 | 17 | 18 | 18 |

## Tabla porcentual
Tabla de cocientes
| Posición | Equipo      | A-2009 | B-2010 | A-2010 | C-2011 | A-2011 | C-2012 | Puntos | Juegos | Cociente |
| -------- | ----------- | ------ | ------ | ------ | ------ | ------ | ------ | ------ | ------ | -------- |
| 1        | Monterrey   | 30     | 36     | 32     | 26     | 24     | 32     | 180    | 102    | 1.7647   |
| 2        | Cruz Azul   | 33     | 25     | 39     | 26     | 29     | 25     | 177    | 102    | 1.7352   |
| 3        | Santos      | 27     | 28     | 30     | 23     | 27     | 36     | 171    | 102    | 1.6764   |
| 4        | Morelia     | 33     | 25     | 21     | 31     | 26     | 31     | 167    | 102    | 1.6372   |
| 5        | Tigres      | 22     | 19     | 24     | 35     | 28     | 31     | 159    | 102    | 1.5588   |
| 6        | América     | 30     | 25     | 27     | 26     | 15     | 32     | 155    | 102    | 1.5196   |
| 7        | Toluca      | 35     | 30     | 22     | 21     | 20     | 22     | 150    | 102    | 1.4705   |
| 8        | Pachuca     | 24     | 25     | 25     | 18     | 26     | 28     | 146    | 102    | 1.4313   |
| 9        | UNAM        | 17     | 28     | 25     | 35     | 25     | 16     | 146    | 102    | 1.4313   |
| 10       | Guadalajara | 19     | 32     | 22     | 25     | 30     | 15     | 143    | 102    | 1.4019   |
| 11       | Tijuana     | -      | -      | -      | -      | 18     | 28     | 46     | 34     | 1.3529   |
| 12       | Jaguares    | 19     | 19     | 25     | 14     | 26     | 27     | 130    | 102    | 1.2745   |
| 13       | Puebla      | 26     | 19     | 19     | 18     | 22     | 19     | 123    | 102    | 1.2058   |
| 14       | San Luis    | 21     | 14     | 26     | 21     | 24     | 12     | 118    | 102    | 1.1568   |
| 15       | Atlante     | 23     | 16     | 16     | 27     | 19     | 16     | 117    | 102    | 1.1470   |
| 16       | Querétaro   | 18     | 21     | 19     | 16     | 26     | 12     | 112    | 102    | 1.0980   |
| 17       | Atlas       | 18     | 24     | 13     | 23     | 12     | 20     | 110    | 102    | 1.0784   |
| 18       | Estudiantes | 20     | 19     | 15     | 17     | 18     | 12     | 101    | 102    | 0.9901   |

     Descendido a la Liga de Ascenso.

## Tabla de goleo individual
Tabla de Líderes en Goleo
Simbología:

: goles anotados.

| Jugador           | Club      | Anotado |
| ----------------- | --------- | ------- |
| Christian Benítez | América   | 14      |
| Iván Alonso       | Toluca    | 14      |
| Miguel Sabah      | Morelia   | 9       |
| Aldo de Nigris    | Monterrey | 9       |
| Oribe Peralta     | Santos    | 9       |
| Emanuel Villa     | Cruz Azul | 8       |
| Lucas Lobos       | Tigres    | 8       |
| Luis Gabriel Rey  | Jaguares  | 8       |
| Jackson Martínez  | Jaguares  | 7       |
| José Sand         | Tijuana   | 7       |
| Humberto Suazo    | Monterrey | 7       |

## Tabla de asistencias

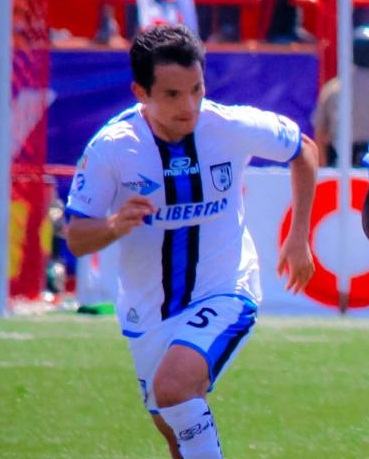
Israel López, líder en asistencias.

Tabla de Líderes en Asistencia
| Jugador                                                         | Club      | Asist. | Min. | JJ |
| --------------------------------------------------------------- | --------- | ------ | ---- | -- |
| Israel López                                                    | Querétaro | 6      | 697  | 11 |
| César Delgado                                                   | Monterrey | 5      | 1216 | 15 |
| Javier Cortés                                                   | UNAM      | 5      | 1255 | 14 |
| Christian Giménez                                               | Cruz Azul | 4      | 1468 | 17 |
| Alan Pulido                                                     | Tigres    | 3      | 628  | 11 |
| Mauro Cejas                                                     | Pachuca   | 3      | 1173 | 14 |
| Osvaldo Martínez                                                | Atlante   | 3      | 1530 | 17 |
| Jorge Marcelo Rodríguez                                         | Jaguares  | 3      | 1341 | 17 |
| Sinha                                                           | Toluca    | 3      | 1513 | 17 |
| Lucas Silva                                                     | Puebla    | 3      | 1425 | 17 |
| Asist – Asistencias; Min – Minutos Jugados; JJ - Juegos Jugados |           |        |      |    |

## Clasificación Fair Play
Tabla de Clasificación de Juego Limpio
| Lugar                                | Club                                 | Tarjeta amarilla                     | Segunda tarjeta amarilla y expulsión · Segunda tarjeta amarilla y expulsión | Tarjeta roja directa | Puntos   |
| ------------------------------------ | ------------------------------------ | ------------------------------------ | --------------------------------------------------------------------------- | -------------------- | -------- |
| 1                                    | Monterrey                            | 33                                   | 0                                                                           | 0                    | 33       |
| 2                                    | Cruz Azul                            | 29                                   | 1                                                                           | 2                    | 38       |
| 3                                    | Morelia                              | 34                                   | 2                                                                           | 0                    | 40       |
| 4                                    | Tigres                               | 37                                   | 0                                                                           | 1                    | 40       |
| 5                                    | América                              | 43                                   | 0                                                                           | 0                    | 43       |
| 6                                    | UNAM                                 | 35                                   | 3                                                                           | 0                    | 44       |
| 7                                    | Estudiantes                          | 40                                   | 0                                                                           | 2                    | 46       |
| 8                                    | Santos                               | 36                                   | 2                                                                           | 2                    | 48       |
| 9                                    | Querétaro                            | 44                                   | 1                                                                           | 2                    | 53       |
| 10                                   | Toluca                               | 38                                   | 2                                                                           | 3                    | 53       |
| 11                                   | Jaguares                             | 47                                   | 2                                                                           | 1                    | 56       |
| 12                                   | Puebla                               | 51                                   | 1                                                                           | 1                    | 57       |
| 13                                   | San Luis                             | 42                                   | 3                                                                           | 3                    | 60       |
| 14                                   | Tijuana                              | 46                                   | 2                                                                           | 3                    | 61       |
| 15                                   | Atlas                                | 45                                   | 2                                                                           | 4                    | 63       |
| 16                                   | Guadalajara                          | 44                                   | 2                                                                           | 6                    | 68       |
| 17                                   | Atlante                              | 53                                   | 2                                                                           | 3                    | 68       |
| 18                                   | Pachuca                              | 63                                   | 2                                                                           | 1                    | 72       |
| Primera Tarjeta Amarilla             | Primera Tarjeta Amarilla             | Primera Tarjeta Amarilla             | 1 punto                                                                     | 1 punto              | 1 punto  |
| Segunda Tarjeta Amarilla y Expulsión | Segunda Tarjeta Amarilla y Expulsión | Segunda Tarjeta Amarilla y Expulsión | 3 puntos                                                                    | 3 puntos             | 3 puntos |
| Tarjeta Roja Directa                 | Tarjeta Roja Directa                 | Tarjeta Roja Directa                 | 3 puntos                                                                    | 3 puntos             | 3 puntos |

## Liguilla[8]
|  | Cuartos de final                                           | Cuartos de final                                           | Cuartos de final                                           | Cuartos de final                                           | Cuartos de final                                           |   |   | Semifinales                                                   | Semifinales                                                   | Semifinales                                                   | Semifinales                                                   | Semifinales                                                   |  |   | Final                                                | Final                                                | Final                                                | Final                                                | Final                                                |  |
|  | 2 y 3 de mayo de 2012 (ida) 5 y 6 de mayo de 2012 (vuelta) | 2 y 3 de mayo de 2012 (ida) 5 y 6 de mayo de 2012 (vuelta) | 2 y 3 de mayo de 2012 (ida) 5 y 6 de mayo de 2012 (vuelta) | 2 y 3 de mayo de 2012 (ida) 5 y 6 de mayo de 2012 (vuelta) | 2 y 3 de mayo de 2012 (ida) 5 y 6 de mayo de 2012 (vuelta) |   |   | 9 y 10 de mayo de 2012 (ida) 12 y 13 de mayo de 2012 (vuelta) | 9 y 10 de mayo de 2012 (ida) 12 y 13 de mayo de 2012 (vuelta) | 9 y 10 de mayo de 2012 (ida) 12 y 13 de mayo de 2012 (vuelta) | 9 y 10 de mayo de 2012 (ida) 12 y 13 de mayo de 2012 (vuelta) | 9 y 10 de mayo de 2012 (ida) 12 y 13 de mayo de 2012 (vuelta) |  |   | 17 de mayo de 2012 (ida) 20 de mayo de 2012 (vuelta) | 17 de mayo de 2012 (ida) 20 de mayo de 2012 (vuelta) | 17 de mayo de 2012 (ida) 20 de mayo de 2012 (vuelta) | 17 de mayo de 2012 (ida) 20 de mayo de 2012 (vuelta) | 17 de mayo de 2012 (ida) 20 de mayo de 2012 (vuelta) |  |
|  |                                                            |                                                            |                                                            |                                                            |                                                            |   |   |                                                               |                                                               |                                                               |                                                               |                                                               |  |   |                                                      |                                                      |                                                      |                                                      |                                                      |  |
|  |                                                            |                                                            |                                                            |                                                            |                                                            |   |   |                                                               |                                                               |                                                               |                                                               |                                                               |  |   |                                                      |                                                      |                                                      |                                                      |                                                      |  |
|  | 1                                                          | Santos                                                     | 4                                                          | 2                                                          | 6                                                          |   |   |                                                               |                                                               |                                                               |                                                               |                                                               |  |   |                                                      |                                                      |                                                      |                                                      |                                                      |  |
|  | 1                                                          | Santos                                                     | 4                                                          | 2                                                          | 6                                                          |   |   |                                                               |                                                               |                                                               |                                                               |                                                               |  |   |                                                      |                                                      |                                                      |                                                      |                                                      |  |
|  | 8                                                          | Chiapas                                                    | 3                                                          | 1                                                          | 4                                                          |   |   |                                                               |                                                               |                                                               |                                                               |                                                               |  |   |                                                      |                                                      |                                                      |                                                      |                                                      |  |
|  | 8                                                          | Chiapas                                                    | 3                                                          | 1                                                          | 4                                                          |   | 1 | Santos (*)                                                    | 1                                                             | 2                                                             | 3                                                             |                                                               |  |   |                                                      |                                                      |                                                      |                                                      |                                                      |  |
|  |                                                            |                                                            |                                                            |                                                            |                                                            |   | 1 | Santos (*)                                                    | 1                                                             | 2                                                             | 3                                                             |                                                               |  |   |                                                      |                                                      |                                                      |                                                      |                                                      |  |
|  |                                                            |                                                            | 5                                                          | Tigres                                                     | 1                                                          | 2 | 3 |                                                               |                                                               |                                                               |                                                               |                                                               |  |   |                                                      |                                                      |                                                      |                                                      |                                                      |  |
|  | 4                                                          | Morelia                                                    | 5                                                          | Tigres                                                     | 1                                                          | 2 | 3 | 0                                                             | 1                                                             | 1                                                             |                                                               |                                                               |  |   |                                                      |                                                      |                                                      |                                                      |                                                      |  |
|  | 4                                                          | Morelia                                                    |                                                            |                                                            |                                                            |   |   |                                                               |                                                               | 1                                                             |                                                               |                                                               |  |   |                                                      |                                                      |                                                      |                                                      |                                                      |  |
|  | 5                                                          | Tigres                                                     | 1                                                          | 4                                                          | 5                                                          |   |   |                                                               |                                                               |                                                               |                                                               |                                                               |  |   |                                                      |                                                      |                                                      |                                                      |                                                      |  |
|  | 5                                                          | Tigres                                                     | 1                                                          | 4                                                          | 5                                                          |   |   |                                                               |                                                               |                                                               |                                                               |                                                               |  | 1 | Santos                                               | 1                                                    | 2                                                    | 3                                                    |                                                      |  |
|  |                                                            |                                                            |                                                            |                                                            |                                                            |   |   |                                                               |                                                               |                                                               |                                                               |                                                               |  | 1 | Santos                                               | 1                                                    | 2                                                    | 3                                                    |                                                      |  |
|  |                                                            |                                                            | 2                                                          | Monterrey                                                  | 1                                                          | 1 | 2 |                                                               |                                                               |                                                               |                                                               |                                                               |  |   |                                                      |                                                      |                                                      |                                                      |                                                      |  |
|  | 2                                                          | Monterrey                                                  | 2                                                          | Monterrey                                                  | 1                                                          | 1 | 2 | 2                                                             | 2                                                             | 4                                                             |                                                               |                                                               |  |   |                                                      |                                                      |                                                      |                                                      |                                                      |  |
|  | 2                                                          | Monterrey                                                  |                                                            |                                                            |                                                            |   |   |                                                               |                                                               | 4                                                             |                                                               |                                                               |  |   |                                                      |                                                      |                                                      |                                                      |                                                      |  |
|  | 7                                                          | Tijuana                                                    | 1                                                          | 2                                                          | 3                                                          |   |   |                                                               |                                                               |                                                               |                                                               |                                                               |  |   |                                                      |                                                      |                                                      |                                                      |                                                      |  |
|  | 7                                                          | Tijuana                                                    | 1                                                          | 2                                                          | 3                                                          |   | 2 | Monterrey                                                     | 0                                                             | 2                                                             | 2                                                             |                                                               |  |   |                                                      |                                                      |                                                      |                                                      |                                                      |  |
|  |                                                            |                                                            |                                                            |                                                            |                                                            |   | 2 | Monterrey                                                     | 0                                                             | 2                                                             | 2                                                             |                                                               |  |   |                                                      |                                                      |                                                      |                                                      |                                                      |  |
|  |                                                            |                                                            | 3                                                          | América                                                    | 0                                                          | 0 | 0 |                                                               |                                                               |                                                               |                                                               |                                                               |  |   |                                                      |                                                      |                                                      |                                                      |                                                      |  |
|  | 3                                                          | América                                                    | 3                                                          | América                                                    | 0                                                          | 0 | 0 | 3                                                             | 0                                                             | 3                                                             |                                                               |                                                               |  |   |                                                      |                                                      |                                                      |                                                      |                                                      |  |
|  | 3                                                          | América                                                    |                                                            |                                                            |                                                            |   |   |                                                               |                                                               | 3                                                             |                                                               |                                                               |  |   |                                                      |                                                      |                                                      |                                                      |                                                      |  |
|  | 6                                                          | Pachuca                                                    | 1                                                          | 1                                                          | 2                                                          |   |   |                                                               |                                                               |                                                               |                                                               |                                                               |  |   |                                                      |                                                      |                                                      |                                                      |                                                      |  |
|  | 6                                                          | Pachuca                                                    | 1                                                          | 1                                                          | 2                                                          |   |   |                                                               |                                                               |                                                               |                                                               |                                                               |  |   |                                                      |                                                      |                                                      |                                                      |                                                      |  |
|  |                                                            |                                                            |                                                            |                                                            |                                                            |   |   |                                                               |                                                               |                                                               |                                                               |                                                               |  |   |                                                      |                                                      |                                                      |                                                      |                                                      |  |

- Tigres (Campeón del Torneo Apertura 2011), Santos (Campeón del Torneo Clausura 2012), Monterrey (Subcampeón del Torneo Clausura 2012), y Guadalajara (Líder General del Torneo Apertura 2011) califican a la Liga de Campeones de la Concacaf 2012-13.
- (*) Avanza por mejor posición en la tabla

### Cuartos de final

#### Santos - Chiapas
| 3 de mayo de 2012, 19:00 UTC-5 | Chiapas                   | 3:4 (2:2) | Santos                                         | Estadio Víctor Manuel Reyna, Tuxtla Gutiérrez |                                   |
|                                | Rey 29' · Jackson 31' 75' | Reporte   | Ludueña 24' 59' · Peralta 39' · Quintero 90+5' | Árbitro(s): José Alfredo Peñaloza             | Árbitro(s): José Alfredo Peñaloza |

| 6 de mayo de 2012, 18:00 UTC-5 | Santos                     | 2:1 (2:1) (Global 6:4) | Chiapas     | Estadio Corona, Torreón           |                                   |
|                                | Quintero 14' · Peralta 37' | Reporte                | Zamorano 7' | Árbitro(s): Roberto García Orozco | Árbitro(s): Roberto García Orozco |
| Santos avanzó a Semifinales.   |                            |                        |             |                                   |                                   |

#### Monterrey - Tijuana
| 2 de mayo de 2012, 20:30 UTC-7 | Tijuana      | 1:2 (0:1) | Monterrey              | Estadio Caliente, Tijuana     |                               |
|                                | Enríquez 87' | Reporte   | Zavala 30' · Reyna 49' | Árbitro(s): Jorge Pérez Durán | Árbitro(s): Jorge Pérez Durán |

| 5 de mayo de 2012, 20:00 UTC-5  | Monterrey                 | 2:2 (1:1) (Global 4:3) | Tijuana               | Estadio Tecnológico, Monterrey      |                                     |
|                                 | Delgado 45' · Basanta 65' | Reporte                | Arévalo 9' 61' (pen.) | Árbitro(s): Ricardo Arellano Nieves | Árbitro(s): Ricardo Arellano Nieves |
| Monterrey avanzó a Semifinales. |                           |                        |                       |                                     |                                     |

#### América - Pachuca
| 2 de mayo de 2012, 20:30 UTC-5 | Pachuca             | 1:3 (0:2) | América                       | Estadio Hidalgo, Pachuca |                          |
|                                | L. López 77' (pen.) | Reporte   | Molina 38' · Bermúdez 42' 58' | Árbitro(s): Erim Ramírez | Árbitro(s): Erim Ramírez |

| 5 de mayo de 2012 18:00 UTC-5 | América | 0:1 (0:1) (Global 3:2) | Pachuca    | Estadio Azteca, Ciudad de México    |                                     |
|                               |         | Reporte                | Vidrio 37' | Árbitro(s): Marco Antonio Rodríguez | Árbitro(s): Marco Antonio Rodríguez |
| América avanzó a Semifinales. |         |                        |            |                                     |                                     |

#### Morelia - Tigres
| 3 de mayo de 2012, 21:00 UTC-5 | Tigres       | 1:0 (1:0) | Morelia | Estadio Universitario, San Nicolás |                               |
|                                | Mancilla 24' | Reporte   |         | Árbitro(s): Jorge Isaac Rojas      | Árbitro(s): Jorge Isaac Rojas |

| 6 de mayo de 2012, 20:00 UTC-5 | Morelia   | 1:4 (0:0) (Global 1:5) | Tigres                                               | Estadio Morelos, Morelia     |                              |
|                                | Sabah 86' | Reporte                | Ayala 64' · Lobos 74' · Cunha 76' · E. Hernández 90' | Árbitro(s): Mauricio Morales | Árbitro(s): Mauricio Morales |
| Tigres avanzó a Semifinales.   |           |                        |                                                      |                              |                              |

### Semifinales

#### Santos - Tigres
| 10 de mayo de 2012 20:00 UTC-6 | Tigres    | 1:1 (0:0) | Santos      | Estadio Universitario, San Nicolás |                              |
|                                | Lobos 69' | Reporte   | Estrada 62' | Árbitro(s): Francisco Chacón       | Árbitro(s): Francisco Chacón |

| 13 de mayo de 2012, 20:00 UTC-6                          | Santos          | 2:2 (0:2) (Global 3:3) | Tigres          | Estadio Corona, Torreón             |                                     |
|                                                          | Peralta 86' 89' | Reporte                | Mancilla 5' 26' | Árbitro(s): Marco Antonio Rodríguez | Árbitro(s): Marco Antonio Rodríguez |
| Santos avanzó a la Final por mejor posición en la tabla. |                 |                        |                 |                                     |                                     |

#### Monterrey - América
| 9 de mayo de 2012 21:00 UTC-6 | América | 0:0     | Monterrey | Estadio Azteca, México, D. F.       |                                     |
|                               |         | Reporte |           | Árbitro(s): Mauricio Morales Ovalle | Árbitro(s): Mauricio Morales Ovalle |

| 12 de mayo de 2012 21:00 UTC-6 | Monterrey                  | 2:0 (1:0) (Global 2:0) | América | Estadio Tecnológico, Monterrey    |                                   |
|                                | Basanta 9' · de Nigris 52' | Reporte                |         | Árbitro(s): Roberto García Orozco | Árbitro(s): Roberto García Orozco |
| Monterrey avanzó la Final.     |                            |                        |         |                                   |                                   |

### Final

#### Santos - Monterrey
| 17 de mayo de 2012, 21:00 UTC-5 | Monterrey          | 1:1 (0:0) | Santos      | Estadio Tecnológico, Monterrey                                      |                                                                     |
|                                 | Suazo 90+3' (pen.) | Reporte   | Peralta 68' | Asistencia: 36 500 espectadores Árbitro(s): Mauricio Morales Ovalle | Asistencia: 36 500 espectadores Árbitro(s): Mauricio Morales Ovalle |

| 20 de mayo de 2012, 20:00 UTC-5          | Santos                   | 2:1 (1:0) (Global 3:2) | Monterrey     | Estadio Corona, Torreón                                           |                                                                   |
|                                          | Ludueña 5' · Peralta 64' | Reporte                | de Nigris 78' | Asistencia: 30 000 espectadores Árbitro(s): Roberto García Orozco | Asistencia: 30 000 espectadores Árbitro(s): Roberto García Orozco |
| Santos Campeón del Torneo Clausura 2012. |                          |                        |               |                                                                   |                                                                   |

#### Final - Ida
| 1     | POR   | Jonathan Orozco        |     |
| 15    | DEF   | José Basanta           |     |
| 21    | DEF   | Hiram Mier             |     |
| 5     | DEF   | Darvin Chávez          |     |
| 2     | DEF   | Severo Meza            |     |
| 8     | MED   | Luis Ernesto Pérez     |     |
| 17    | MED   | Jesús Eduardo Zavala   | 68' |
| 19    | MED   | César Delgado          | 68' |
| 20    | MED   | Walter Ayoví           | 73' |
| 26    | DEL   | Humberto Suazo         |     |
| 9     | DEL   | Aldo de Nigris         |     |
| D. T. | D. T. | Víctor Manuel Vucetich |     |

| 1     | POR   | Oswaldo Sánchez        |     |
| 4     | DEF   | Iván Estrada           |     |
| 5     | DEF   | Aarón Galindo          |     |
| 23    | DEF   | Felipe Baloy           |     |
| 20    | DEF   | Osmar Mares            |     |
| 10    | MED   | Daniel Ludueña         | 76' |
| 17    | MED   | Rodolfo Salinas        |     |
| 6     | MED   | Marc Crosas            |     |
| 13    | MED   | Christian Suárez       | 71' |
| 3     | DEL   | Carlos Darwin Quintero | 87' |
| 24    | DEL   | Oribe Peralta          |     |
| D. T. | D. T. | Benjamín Galindo       |     |

| 18 | Centrocampista | Neri Cardozo          | 68' |
| 10 | Centrocampista | Ángel Reyna           | 68' |
| 13 | Delantero      | Abraham Darío Carreño | 73' |

| 37 | Delantero      | Cándido Ramírez | 71' |
| 18 | Defensa        | Santiago Hoyos  | 76' |
| 15 | Centrocampista | Jaime Toledo    | 87' |

| 93' (pen.) | Humberto Suazo | 1:1 |

| 69' | Oribe Peralta | 0:1 |

| 18' · 52' · 59' · 60' · 76' · 86' | Carlos Darwin Quintero Daniel Ludueña Felipe Baloy Marc Crosas Iván Estrada Oswaldo Sánchez |

| Principal  | Mauricio Morales Ovalle  |
| Asistentes | Marcos Quintero Huitron  |
|            | Andrés Hernández Delgado |
| Cuarto     | Jorge Isaac Rojas        |

|                   |    |    |
| Tiros             | 14 | 8  |
| Tiros a puerta    | 5  | 3  |
| Faltas            | 8  | 21 |
| Saques de esquina | 7  | 4  |
| Penaltis          | 1  | 0  |
| Fueras de juego   | 0  | 2  |

| Alineación inicial |

| 1     | POR   | Jonathan Orozco        |     |
| 15    | DEF   | José Basanta           |     |
| 21    | DEF   | Hiram Mier             |     |
| 5     | DEF   | Darvin Chávez          |     |
| 2     | DEF   | Severo Meza            |     |
| 8     | MED   | Luis Ernesto Pérez     |     |
| 17    | MED   | Jesús Eduardo Zavala   | 68' |
| 19    | MED   | César Delgado          | 68' |
| 20    | MED   | Walter Ayoví           | 73' |
| 26    | DEL   | Humberto Suazo         |     |
| 9     | DEL   | Aldo de Nigris         |     |
| D. T. | D. T. | Víctor Manuel Vucetich |     |

| 1     | POR   | Oswaldo Sánchez        |     |
| 4     | DEF   | Iván Estrada           |     |
| 5     | DEF   | Aarón Galindo          |     |
| 23    | DEF   | Felipe Baloy           |     |
| 20    | DEF   | Osmar Mares            |     |
| 10    | MED   | Daniel Ludueña         | 76' |
| 17    | MED   | Rodolfo Salinas        |     |
| 6     | MED   | Marc Crosas            |     |
| 13    | MED   | Christian Suárez       | 71' |
| 3     | DEL   | Carlos Darwin Quintero | 87' |
| 24    | DEL   | Oribe Peralta          |     |
| D. T. | D. T. | Benjamín Galindo       |     |

| 18 | Centrocampista | Neri Cardozo          | 68' |
| 10 | Centrocampista | Ángel Reyna           | 68' |
| 13 | Delantero      | Abraham Darío Carreño | 73' |

| 37 | Delantero      | Cándido Ramírez | 71' |
| 18 | Defensa        | Santiago Hoyos  | 76' |
| 15 | Centrocampista | Jaime Toledo    | 87' |

| 93' (pen.) | Humberto Suazo | 1:1 |

| 69' | Oribe Peralta | 0:1 |

| 18' · 52' · 59' · 60' · 76' · 86' | Carlos Darwin Quintero Daniel Ludueña Felipe Baloy Marc Crosas Iván Estrada Oswaldo Sánchez |

| Principal  | Mauricio Morales Ovalle  |
| Asistentes | Marcos Quintero Huitron  |
|            | Andrés Hernández Delgado |
| Cuarto     | Jorge Isaac Rojas        |

|                   |    |    |
| Tiros             | 14 | 8  |
| Tiros a puerta    | 5  | 3  |
| Faltas            | 8  | 21 |
| Saques de esquina | 7  | 4  |
| Penaltis          | 1  | 0  |
| Fueras de juego   | 0  | 2  |

| Alineación inicial |

| 1     | POR   | Jonathan Orozco        |     |
| 15    | DEF   | José Basanta           |     |
| 21    | DEF   | Hiram Mier             |     |
| 5     | DEF   | Darvin Chávez          |     |
| 2     | DEF   | Severo Meza            |     |
| 8     | MED   | Luis Ernesto Pérez     |     |
| 17    | MED   | Jesús Eduardo Zavala   | 68' |
| 19    | MED   | César Delgado          | 68' |
| 20    | MED   | Walter Ayoví           | 73' |
| 26    | DEL   | Humberto Suazo         |     |
| 9     | DEL   | Aldo de Nigris         |     |
| D. T. | D. T. | Víctor Manuel Vucetich |     |

| 1     | POR   | Oswaldo Sánchez        |     |
| 4     | DEF   | Iván Estrada           |     |
| 5     | DEF   | Aarón Galindo          |     |
| 23    | DEF   | Felipe Baloy           |     |
| 20    | DEF   | Osmar Mares            |     |
| 10    | MED   | Daniel Ludueña         | 76' |
| 17    | MED   | Rodolfo Salinas        |     |
| 6     | MED   | Marc Crosas            |     |
| 13    | MED   | Christian Suárez       | 71' |
| 3     | DEL   | Carlos Darwin Quintero | 87' |
| 24    | DEL   | Oribe Peralta          |     |
| D. T. | D. T. | Benjamín Galindo       |     |

| 18 | Centrocampista | Neri Cardozo          | 68' |
| 10 | Centrocampista | Ángel Reyna           | 68' |
| 13 | Delantero      | Abraham Darío Carreño | 73' |

| 37 | Delantero      | Cándido Ramírez | 71' |
| 18 | Defensa        | Santiago Hoyos  | 76' |
| 15 | Centrocampista | Jaime Toledo    | 87' |

| 93' (pen.) | Humberto Suazo | 1:1 |

| 69' | Oribe Peralta | 0:1 |

| 18' · 52' · 59' · 60' · 76' · 86' | Carlos Darwin Quintero Daniel Ludueña Felipe Baloy Marc Crosas Iván Estrada Oswaldo Sánchez |

| Principal  | Mauricio Morales Ovalle  |
| Asistentes | Marcos Quintero Huitron  |
|            | Andrés Hernández Delgado |
| Cuarto     | Jorge Isaac Rojas        |

|                   |    |    |
| Tiros             | 14 | 8  |
| Tiros a puerta    | 5  | 3  |
| Faltas            | 8  | 21 |
| Saques de esquina | 7  | 4  |
| Penaltis          | 1  | 0  |
| Fueras de juego   | 0  | 2  |

| Alineación inicial |

| 1     | POR   | Jonathan Orozco        |     |
| 15    | DEF   | José Basanta           |     |
| 21    | DEF   | Hiram Mier             |     |
| 5     | DEF   | Darvin Chávez          |     |
| 2     | DEF   | Severo Meza            |     |
| 8     | MED   | Luis Ernesto Pérez     |     |
| 17    | MED   | Jesús Eduardo Zavala   | 68' |
| 19    | MED   | César Delgado          | 68' |
| 20    | MED   | Walter Ayoví           | 73' |
| 26    | DEL   | Humberto Suazo         |     |
| 9     | DEL   | Aldo de Nigris         |     |
| D. T. | D. T. | Víctor Manuel Vucetich |     |

| 1     | POR   | Oswaldo Sánchez        |     |
| 4     | DEF   | Iván Estrada           |     |
| 5     | DEF   | Aarón Galindo          |     |
| 23    | DEF   | Felipe Baloy           |     |
| 20    | DEF   | Osmar Mares            |     |
| 10    | MED   | Daniel Ludueña         | 76' |
| 17    | MED   | Rodolfo Salinas        |     |
| 6     | MED   | Marc Crosas            |     |
| 13    | MED   | Christian Suárez       | 71' |
| 3     | DEL   | Carlos Darwin Quintero | 87' |
| 24    | DEL   | Oribe Peralta          |     |
| D. T. | D. T. | Benjamín Galindo       |     |

| 18 | Centrocampista | Neri Cardozo          | 68' |
| 10 | Centrocampista | Ángel Reyna           | 68' |
| 13 | Delantero      | Abraham Darío Carreño | 73' |

| 37 | Delantero      | Cándido Ramírez | 71' |
| 18 | Defensa        | Santiago Hoyos  | 76' |
| 15 | Centrocampista | Jaime Toledo    | 87' |

| 93' (pen.) | Humberto Suazo | 1:1 |

| 69' | Oribe Peralta | 0:1 |

| 18' · 52' · 59' · 60' · 76' · 86' | Carlos Darwin Quintero Daniel Ludueña Felipe Baloy Marc Crosas Iván Estrada Oswaldo Sánchez |

| Principal  | Mauricio Morales Ovalle  |
| Asistentes | Marcos Quintero Huitron  |
|            | Andrés Hernández Delgado |
| Cuarto     | Jorge Isaac Rojas        |

|                   |    |    |
| Tiros             | 14 | 8  |
| Tiros a puerta    | 5  | 3  |
| Faltas            | 8  | 21 |
| Saques de esquina | 7  | 4  |
| Penaltis          | 1  | 0  |
| Fueras de juego   | 0  | 2  |

| Alineación inicial |

#### Final - Vuelta
| 1     | POR   | Oswaldo Sánchez        |     |
| 4     | DEF   | Iván Estrada           |     |
| 5     | DEF   | Aarón Galindo          |     |
| 23    | DEF   | Felipe Baloy           |     |
| 20    | DEF   | Osmar Mares            | 44' |
| 17    | MED   | Rodolfo Salinas        |     |
| 6     | MED   | Marc Crosas            |     |
| 13    | MED   | Christian Suárez       | 55' |
| 3     | MED   | Carlos Darwin Quintero |     |
| 10    | DEL   | Daniel Ludueña         |     |
| 24    | DEL   | Oribe Peralta          | 71' |
| D. T. | D. T. | Benjamín Galindo       |     |

| 1     | POR   | Jonathan Orozco        |     |
| 15    | DEF   | José Basanta           |     |
| 21    | DEF   | Hiram Mier             |     |
| 5     | DEF   | Darvin Chávez          | 52' |
| 2     | DEF   | Severo Meza            |     |
| 8     | MED   | Luis Ernesto Pérez     | 52' |
| 17    | MED   | Jesús Eduardo Zavala   |     |
| 10    | MED   | Ángel Reyna            |     |
| 20    | MED   | Walter Ayoví           |     |
| 26    | DEL   | Humberto Suazo         |     |
| 9     | DEL   | Aldo de Nigris         |     |
| D. T. | D. T. | Víctor Manuel Vucetich |     |

| 14 | Defensa        | César Ibáñez         | 44' |
| 37 | Delantero      | Cándido Ramírez      | 55' |
| 8  | Centrocampista | Juan Pablo Rodríguez | 71' |

| 18 | Centrocampista | Neri Cardozo          | 52' |
| 10 | Centrocampista | César Delgado         | 52' |
| 13 | Defensa        | Abraham Darío Carreño | 69' |

| 5' · 64' | Daniel Ludueña Oribe Peralta | 1:0 2:0 |

| 78' | Aldo de Nigris | 2:1 |

| 88' | Carlos Darwin Quintero |

| 20' · 34' | Aldo de Nigris Humberto Suazo |

| Principal  | Roberto García Orozco |
| Asistentes | Marvín Torrentera     |
|            | Jesús Sevilla         |
| Cuarto     | Erim Ramírez          |

|                   |   |   |
| Tiros             | 7 | 9 |
| Tiros a puerta    | 5 | 4 |
| Faltas            | 6 | 8 |
| Saques de esquina | 1 | 8 |
| Penaltis          | 0 | 0 |
| Fueras de juego   | 0 | 0 |

| Alineación inicial |

| 1     | POR   | Oswaldo Sánchez        |     |
| 4     | DEF   | Iván Estrada           |     |
| 5     | DEF   | Aarón Galindo          |     |
| 23    | DEF   | Felipe Baloy           |     |
| 20    | DEF   | Osmar Mares            | 44' |
| 17    | MED   | Rodolfo Salinas        |     |
| 6     | MED   | Marc Crosas            |     |
| 13    | MED   | Christian Suárez       | 55' |
| 3     | MED   | Carlos Darwin Quintero |     |
| 10    | DEL   | Daniel Ludueña         |     |
| 24    | DEL   | Oribe Peralta          | 71' |
| D. T. | D. T. | Benjamín Galindo       |     |

| 1     | POR   | Jonathan Orozco        |     |
| 15    | DEF   | José Basanta           |     |
| 21    | DEF   | Hiram Mier             |     |
| 5     | DEF   | Darvin Chávez          | 52' |
| 2     | DEF   | Severo Meza            |     |
| 8     | MED   | Luis Ernesto Pérez     | 52' |
| 17    | MED   | Jesús Eduardo Zavala   |     |
| 10    | MED   | Ángel Reyna            |     |
| 20    | MED   | Walter Ayoví           |     |
| 26    | DEL   | Humberto Suazo         |     |
| 9     | DEL   | Aldo de Nigris         |     |
| D. T. | D. T. | Víctor Manuel Vucetich |     |

| 14 | Defensa        | César Ibáñez         | 44' |
| 37 | Delantero      | Cándido Ramírez      | 55' |
| 8  | Centrocampista | Juan Pablo Rodríguez | 71' |

| 18 | Centrocampista | Neri Cardozo          | 52' |
| 10 | Centrocampista | César Delgado         | 52' |
| 13 | Defensa        | Abraham Darío Carreño | 69' |

| 5' · 64' | Daniel Ludueña Oribe Peralta | 1:0 2:0 |

| 78' | Aldo de Nigris | 2:1 |

| 88' | Carlos Darwin Quintero |

| 20' · 34' | Aldo de Nigris Humberto Suazo |

| Principal  | Roberto García Orozco |
| Asistentes | Marvín Torrentera     |
|            | Jesús Sevilla         |
| Cuarto     | Erim Ramírez          |

|                   |   |   |
| Tiros             | 7 | 9 |
| Tiros a puerta    | 5 | 4 |
| Faltas            | 6 | 8 |
| Saques de esquina | 1 | 8 |
| Penaltis          | 0 | 0 |
| Fueras de juego   | 0 | 0 |

| Alineación inicial |

| 1     | POR   | Oswaldo Sánchez        |     |
| 4     | DEF   | Iván Estrada           |     |
| 5     | DEF   | Aarón Galindo          |     |
| 23    | DEF   | Felipe Baloy           |     |
| 20    | DEF   | Osmar Mares            | 44' |
| 17    | MED   | Rodolfo Salinas        |     |
| 6     | MED   | Marc Crosas            |     |
| 13    | MED   | Christian Suárez       | 55' |
| 3     | MED   | Carlos Darwin Quintero |     |
| 10    | DEL   | Daniel Ludueña         |     |
| 24    | DEL   | Oribe Peralta          | 71' |
| D. T. | D. T. | Benjamín Galindo       |     |

| 1     | POR   | Jonathan Orozco        |     |
| 15    | DEF   | José Basanta           |     |
| 21    | DEF   | Hiram Mier             |     |
| 5     | DEF   | Darvin Chávez          | 52' |
| 2     | DEF   | Severo Meza            |     |
| 8     | MED   | Luis Ernesto Pérez     | 52' |
| 17    | MED   | Jesús Eduardo Zavala   |     |
| 10    | MED   | Ángel Reyna            |     |
| 20    | MED   | Walter Ayoví           |     |
| 26    | DEL   | Humberto Suazo         |     |
| 9     | DEL   | Aldo de Nigris         |     |
| D. T. | D. T. | Víctor Manuel Vucetich |     |

| 14 | Defensa        | César Ibáñez         | 44' |
| 37 | Delantero      | Cándido Ramírez      | 55' |
| 8  | Centrocampista | Juan Pablo Rodríguez | 71' |

| 18 | Centrocampista | Neri Cardozo          | 52' |
| 10 | Centrocampista | César Delgado         | 52' |
| 13 | Defensa        | Abraham Darío Carreño | 69' |

| 5' · 64' | Daniel Ludueña Oribe Peralta | 1:0 2:0 |

| 78' | Aldo de Nigris | 2:1 |

| 88' | Carlos Darwin Quintero |

| 20' · 34' | Aldo de Nigris Humberto Suazo |

| Principal  | Roberto García Orozco |
| Asistentes | Marvín Torrentera     |
|            | Jesús Sevilla         |
| Cuarto     | Erim Ramírez          |

|                   |   |   |
| Tiros             | 7 | 9 |
| Tiros a puerta    | 5 | 4 |
| Faltas            | 6 | 8 |
| Saques de esquina | 1 | 8 |
| Penaltis          | 0 | 0 |
| Fueras de juego   | 0 | 0 |

| Alineación inicial |

| 1     | POR   | Oswaldo Sánchez        |     |
| 4     | DEF   | Iván Estrada           |     |
| 5     | DEF   | Aarón Galindo          |     |
| 23    | DEF   | Felipe Baloy           |     |
| 20    | DEF   | Osmar Mares            | 44' |
| 17    | MED   | Rodolfo Salinas        |     |
| 6     | MED   | Marc Crosas            |     |
| 13    | MED   | Christian Suárez       | 55' |
| 3     | MED   | Carlos Darwin Quintero |     |
| 10    | DEL   | Daniel Ludueña         |     |
| 24    | DEL   | Oribe Peralta          | 71' |
| D. T. | D. T. | Benjamín Galindo       |     |

| 1     | POR   | Jonathan Orozco        |     |
| 15    | DEF   | José Basanta           |     |
| 21    | DEF   | Hiram Mier             |     |
| 5     | DEF   | Darvin Chávez          | 52' |
| 2     | DEF   | Severo Meza            |     |
| 8     | MED   | Luis Ernesto Pérez     | 52' |
| 17    | MED   | Jesús Eduardo Zavala   |     |
| 10    | MED   | Ángel Reyna            |     |
| 20    | MED   | Walter Ayoví           |     |
| 26    | DEL   | Humberto Suazo         |     |
| 9     | DEL   | Aldo de Nigris         |     |
| D. T. | D. T. | Víctor Manuel Vucetich |     |

| 14 | Defensa        | César Ibáñez         | 44' |
| 37 | Delantero      | Cándido Ramírez      | 55' |
| 8  | Centrocampista | Juan Pablo Rodríguez | 71' |

| 18 | Centrocampista | Neri Cardozo          | 52' |
| 10 | Centrocampista | César Delgado         | 52' |
| 13 | Defensa        | Abraham Darío Carreño | 69' |

| 5' · 64' | Daniel Ludueña Oribe Peralta | 1:0 2:0 |

| 78' | Aldo de Nigris | 2:1 |

| 88' | Carlos Darwin Quintero |

| 20' · 34' | Aldo de Nigris Humberto Suazo |

| Principal  | Roberto García Orozco |
| Asistentes | Marvín Torrentera     |
|            | Jesús Sevilla         |
| Cuarto     | Erim Ramírez          |

|                   |   |   |
| Tiros             | 7 | 9 |
| Tiros a puerta    | 5 | 4 |
| Faltas            | 6 | 8 |
| Saques de esquina | 1 | 8 |
| Penaltis          | 0 | 0 |
| Fueras de juego   | 0 | 0 |

| Alineación inicial |

| Campeón Clausura 2012 |
| --------------------- |
|                       |
| Santos Laguna         |
| 4.º Título            |